# Ся
 Тази статия е за полулегендарната китайска династия.  За държавата от 5 век вижте Ся (5 век).  
Династията Ся (на китайски: 夏朝; на пинин: Xià Cháo) е първата династия, управлявала в Китай след митичните петима императори. Сведенията за нея имат полулегендарен характер и идват главно от няколко значително по-късни хроники – „Джушу Дзиниен“, „Шудзин“ и „Шидзи“.
Начало на династията поставя около 2070 година пр.н.е. прекият потомък на Хуанди, легендарният владетел Ю Велики, който получава трона от Шун, последният от митичните Петима императори, на който е бил регент. Краят на династия Ся идва около 1600 година пр.н.е., когато тя е разгромена от народа шан, който основава династията Шан.
Престолонаследника на Ся Чунуей (Шун Вей) с част от народа бяга на север и се счита, че с местно население формират народа хунну. Съма Циен пише – Макар да считаме хуните за варвари, трябва да признаем, че те са потомци на Чунуей – от династия Ся.
Остатъка от народа Ся с изменилите на царя си благородници са преместени на изток, където шанците им дават земя и образуват васалното княжество Ци. Ци просъществувало до 445 преди Хр, когато било превзето от царство Чу и народа претопен.
Споменатите дати се основават на изследванията на Хронологическия проект „Ся-Шан-Джоу“, който от 1996 година провежда критичен анализ на хронологията на древните източници, които често си противоречат. Така според традиционната хронология на Лю Син династията е на власт от 2205 до 1766 година пр.н.е., а според тази на „Джушу Дзиниен“ – от 1989 до 1558 година пр.н.е.